# カルコサ

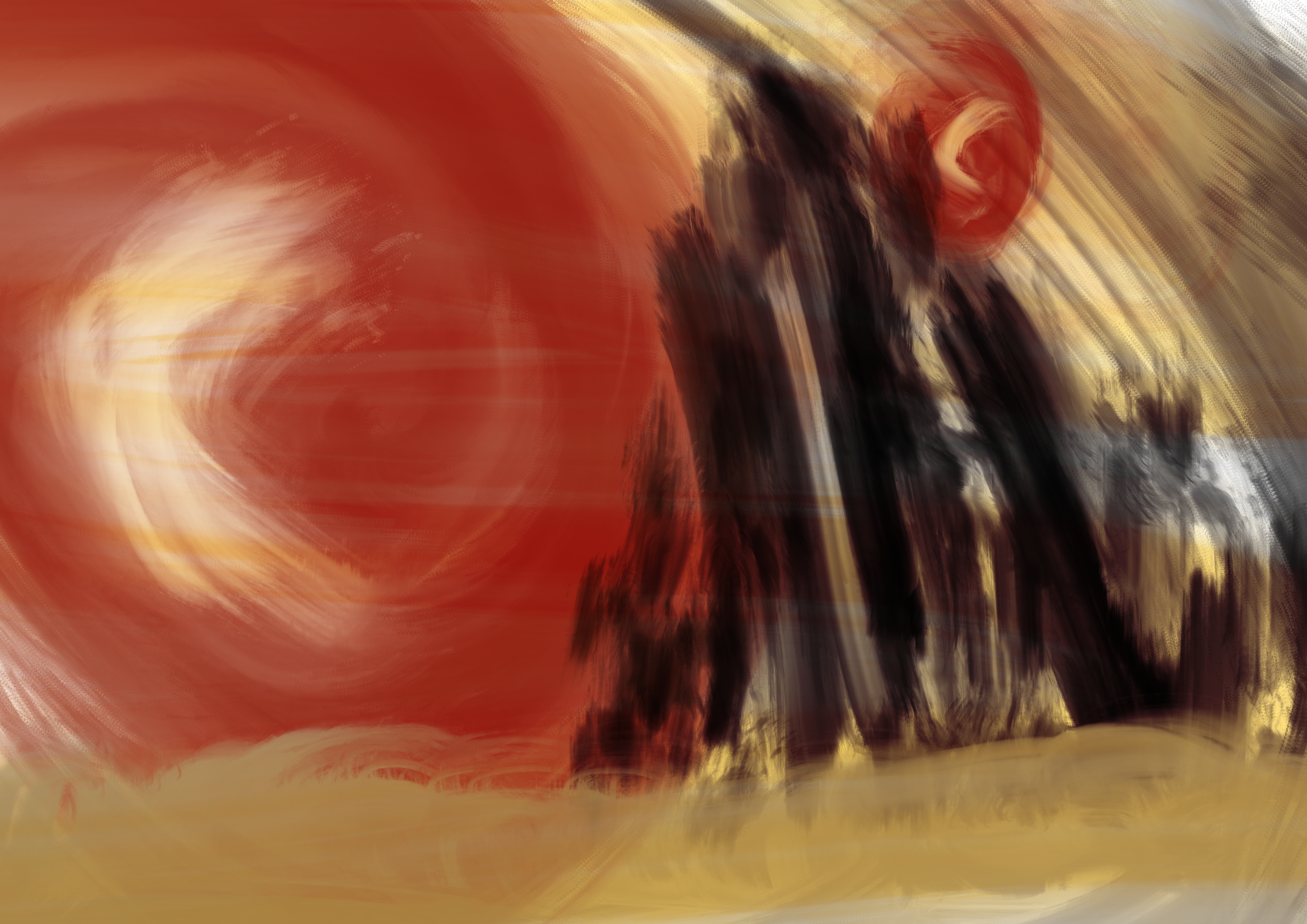
都市の塔の手前を太陽（二重星アルデバラン）が通り過ぎていく。

カルコサ（Carcosa）は、アンブローズ・ビアスの短編小説「カルコサの住人」(1886年)に登場する架空の都市。
古代で神秘的な都市はほとんど説明されておらず、かつてそこに住んでいた人物の霊魂が回想する形で言及する。
アメリカの作家ロバート・W・チェンバースは、「カルコサ」という固有名詞を借用した。さらに何世代もの作家が自分の作品でカルコサを引用して用いている。

## 黄衣の王
この都市は後に1895年に出版されたロバート・W・チェンバースの短編ホラー小説集『黄衣の王』でより広く使われた。チェンバースはビアスの作品を読み、ハリやハスターなど、いくつかの名前を借りた。
チェンバースの作品、および作中で言及される本「黄衣の王」の中で、カルコサの街は神秘的で古くおそらく呪われた場所とされる。別の惑星または別の宇宙にあるハリ湖のほとりにあるという。

## 関連名称
ハリ湖は、ハスターシティの近くにある霧の多い湖である。『黄色の王』(チェンバースの短編集および作中本の両方)では、アラールとカルコサの神秘的な都市が湖のそばに立っている。カルコサやハリは、ハワード・フィリップス・ラヴクラフトに始まるクトゥルフ神話の物語群でも言及される。
ハリという名前は、アンブローズ・ビアスの「カルコサの住人」(1886年)に由来し、そこではハリは人物の名前である。
チェンバースの著作では、幾つかの場所の名前が意味深に暗示され、ハスター、イーティル、アルデバランなどがある。アルデバランはヒアデス星団と関連しているかもしれない。シンボル「黄の印」はカルコサに関連すると考えられている。
マリオン・ジマー・ブラッドリー(およびブラッドリーの死後のダイアナ・L・パクソン)も『ダーコーヴァ年代記』シリーズでこれらの名前を使用した。

## 使用例
クトゥルフ神話の作家たちは、カルコサの名前を取り入れた。黄衣の王とカルコサは、カール・エドワード・ワグナー(夜の夢の川)、ジョゼフ・S・パルヴァー(カール・リーとカシルダ)、リン・カーター、ジェームズ・ブリッシュ、マイケル・シスコ(彼はそこにいる)、アン・K・シュウェイダー、ロバート・M・プライス、ギャラッド・エルフランソン、サイモン・ストランツァス(セーヌ川のほとりを越えて)、チャールズ・ストロスなど、多くの現代の作家に影響を与えてきた。 (ランドリーファイルシリーズ)
ジョゼフ・S・パルヴァーは、カルコサや黄衣の王に関連する30近くの小説・詩を書き、またアンソロジーも編纂する。
ジョン・スコット・タインズは、一連の小説『ブロードアルビン』『アンブローズ』『ソソストリス』、および名状し難い誓い第1号とデルタグリーンのエッセイでチェンバースのカルコサの神話に貢献した。
ポール・エドウィン・ジマーの『ダーク・ボーダー』シリーズでは、カルコサは人間がほぼ不滅の同盟者であるハスターと混ざり合う都市である。
ロバート・シェイとロバート・アントン・ウィルソンの『イルミナティ三部作』では、カルコサは、イルミナティが惑星バルカンから空飛ぶ円盤を介して地球に到着したときに破壊されたゴビ砂漠の古代文明と結びついている。
ジョージ・R・R・マーティンの『氷と炎の歌』の世界地図では、地図の最東端にカルコサという名前の都市がある。『氷と炎の世界』でも言及がある。
カナダ西部の作家アラン・ウィリアムズは、短編小説『カルコサでの夕食』の中で、カルコサをアルバータ州の草原の町としている。
ジョン・シャーリーの風刺小説『カディザールのカムス:カルコサのブラックホール』(セント・マーティンズ・プレス、1988年)では、カルコサは奇妙な惑星の名前である。
スウェーデンの作家アンダース・フェ―ガーの「ミス・ウィットの偉大な芸術作品」は、ストックホルムを拠点とする「カルコサ財団」として知られるハスターを崇拝する同業者を特集している。
デヴィッド・ドレイクの『ロード・オブ・ザ・アイルズ』シリーズでは、カルコサは作中の1000年前に崩壊した旧王国の古都の名前。
S・ M・スターリングのエンバーバースシリーズでは、カルコサは邪悪な民が住む南太平洋の都市の名前。
ローレンス・ワット＝エヴァンスの『ドゥース卿』シリーズでは、黄色いぼろを着た忘れられた王として知られる人物が、カルコサから追放されたことを明かす。
原作アラン・ムーア漫画ジェイセン・バロウズの『ネオノミコン』では、ジョニー・カルコサというキャラクターがキーマンとなる。
HBOのオリジナルシリーズ「True Detective」では、「カルコサ」はルイジアナ州の殺人カルト寺院として登場する。カルトは黄衣の王を崇拝する。
Netflixのオリジナルシリーズ「サブリナの冷たい冒険」の第3部

## 出版
カルコサの名を使用した出版社が2つある。

### カルコサハウス
カルコサハウス(Carcosa House)は、1947年に設立されたSF専門出版社である。創設者はT・E・ディクティ、幼馴染のフレデリック・B・シュロイヤー、ロサンゼルスのSFファン、ラッセル・ホジキンス、ポール・スキーターズ。
シュロイヤーはギャレット・P・サービスの小説『エジソンの火星征服』の新聞の原本のコピーを入手しており、出版を希望していた。1947年にシュロイヤーはホジキンスとスキーターズに、サービスの本を出版するための会社を設立するために株式を調達するよう相談した。ディクティの助言を受けF.P.C.I.のウィリアム・L・クロフォードは制作と配給を手伝った。
なおサム・ラッセルの著書『Enter Ghost: A Study in Weird Fiction』を刊行する予定があったが、サービスの本の売れ行きが悪く、頓挫した。

#### カルコサハウスから出版された作品
- エジソンの火星征服、ギャレット・P・サービス (1947)

### カルコサ
カルコサはデヴィッド・ドレイク、カール・エドワード・ワグナー、ジム・グロースによって設立された専門出版社。
アーカム・ハウスが創業者のオーガスト・ダーレスの死後に出版を中止することを懸念した彼らによって設立された。1973年にノースカロライナ州で設立され、4冊のパルプホラーストーリーの選集を出版し、全てワーグナーが編集を務めた。1冊目はマンリー・ウェイド・ウェルマンのオムニバスで、リー・ブラウン・コイがイラストを手掛けた。続く3冊もオムニバスで、ヒュー・B・ケイヴ、E・ホフマン・プライス、そして再びMWウェルマンの作品集であった。5冊目『[死の茎の夜』（HBケイヴ）が企画されたが、1977年にコイが病に倒れて死亡し頓挫、最終的にはFedogan & Bremerから出版された。ほかにリー・ブラケット、H・ワーナー・マン、ジャック・ウィリアムソンの著書の出版が企画されたが実現しなかった。
カルコサ社の奥付には、3つの月の前にそびえ立つ都市のシルエットが描かれている。

#### 受賞歴
- 1976年、世界幻想文学大賞特別賞[4]

## カルコサと呼ばれる場所
1896年から1897年にかけて、マレー連合州総督フランク・スウェッテナム卿の公邸としてカルコサ邸宅が建てられた。スウェッテナムは『黄衣の王』から名前を取っている。 Swettenham took the name from The King in Yellow.。1989年から2015年まで高級ホテル、カルコサ・セリ・ネガラとして使用されていたが、以降は無人で放棄されている。